# Hlupenov
Hlupenov je osada, část města Bor v okrese Tachov v Plzeňském kraji. Nachází se asi 5,5 kilometru severovýchodně od Boru. Hlupenov leží v katastrálním území Holostřevy o výměře 8,68 km².

## Historie
První písemná zmínka o o Hlubenově pochází z roku 1115.

## Obyvatelstvo
| Rok            | 1869 | 1880 | 1890 | 1900 | 1910 | 1921 | 1930 | 1950 | 1961 | 1970 | 1980 | 1991 | 2001 | 2011 | 2021 |
| -------------- | ---- | ---- | ---- | ---- | ---- | ---- | ---- | ---- | ---- | ---- | ---- | ---- | ---- | ---- | ---- |
| Počet obyvatel | 39   | 34   | 34   | 31   | 32   | 29   | 33   | 12   | 4    | 0    | 4    | 2    | 2    | 0    | 4    |
| Počet domů     | 6    | 6    | 6    | 6    | 6    | 6    | 6    | 5    | 5    | 0    | 1    | 1    | 1    | 1    | 1    |

## Obecní správa
Při sčítání lidu v letech 1850–1979 Hlupenov byl osadou obce Holostřevy, se kterým patřil nejprve do okresu Stříbro, ale od roku 1950 v okrese Tachov. Od 1. ledna 1980 je částí města Bor v okrese Tachov.